# Alfredo Belusi
Alfredo Belusi (Los Quirquinchos, Santa Fe; 10 de enero de 1925-Buenos Aires, 1 de enero de 2001), con nombre de nacimiento Alfredo Belluschi, fue un cantante de tango argentino. Sus trabajos en las orquestas de José Basso y Osvaldo Pugliese fueron notables, incluyendo las canciones «Bronca», «Se tiran conmigo», «De puro curda» y «Y no le erré».

## Actividad profesional
Se inició profesionalmente en Rosario cuando tenía 17 años cantando en el Cuarteto Los Ases que dirigía Leónidas Montero y tres años después ingresó en la orquesta de Raúl Bianchi, en la que permaneció varios años. En 1953 pasó a formar parte de la orquesta de José Sala,  que era la más importante de Rosario en ese momento y grabó catorce temas, incluyendo el vals Desde el alma, de Rosita Melo y Homero Manzi. Más adelante trabajó por corto tiempo en el cabaré Dancing Paradise de la calle Mitre y San Lorenzo de Rosario con el conjunto de Francisco Plano> en el que era presentado como: «La voz que triunfó en Buenos Aires».
En 1956 el cantor Floreal Ruiz lo recomendó a José Basso, quien lo contrató para su orquesta y debutaron en Radio Belgrano con el tango Recordándote, una de sus creaciones. Con Basso grabó varias piezas, incluyendo el tango De puro curda, de Carlos Olmedo y Abel Aznar que se adaptaba tan bien a su estilo que su versión se recuerda como un verdadero clásico del género.
Cuatro años después lo contrató Osvaldo Pugliese para actuar junto al cantor Jorge Maciel.
Con Pugliese ´registró 17 temas para la discográfica Philips, seis de ellos a dúo con Maciel, y el más destacado por la expresividad y sentimiento de su interpretación es el tango Bronca, de Edmundo Rivero y Mario Battistella.
Murió tras una trombosis cerebral en 2001.